# Willian Tixe
Willian Tixe (* Alausí, Ecuador, 28 de marzo de 1994) es un futbolista ecuatoriano, juega de delantero y su actual equipo es el club Star Club de la Segunda Categoría de Ecuador.

## Trayectoria
Willian inició su carrera como futbolista en las divisiones menores del Centro Deportivo Olmedo lo ficha a finales del 2008 donde permanece durante 4 temporadas hasta 2012 donde va a préstamo por una temporada (2013) al Independiente San Pedro, en 2014 vuelve CD Olmedo donde logra debutar en Primera división jugando un solo partido el 26 de abril de 2014 frente al Mushuc Runa con el marcador favorable a los ambateños por 2 : 3. En el 2015 consigue su mejor momento en su carrera cuando termina como goleador del Torneo de Segunda Categoría 2015 con 21 goles, todos ellos conseguidos con el  Star Club de Riobamba.

## Clubes
| Club                    | País    | Año           |
| ----------------------- | ------- | ------------- |
| CD Olmedo               | Ecuador | 2008 - 2012   |
| Independiente San Pedro | Ecuador | 2013          |
| CD Olmedo               | Ecuador | 2014          |
| Star Club               | Ecuador | 2015-2017     |
| Club Sport Patria       | Ecuador | 2018-presente |

## Palmarés

### Distinciones individuales
| Distinción                       | Año  |
| -------------------------------- | ---- |
| Goleador de la Segunda Categoría | 2015 |